# Подвинский стан
Подвинский стан — административно-территориальное образование в составе Важского уезда (по доекатерининскому делению).
Подвинский стан находился на северо-востоке Важского уезда, где сейчас находятся Виноградовский и Верхнетоемский районы Архангельской области. Название получил по реке Северной Двине. Стан граничил с Двинским уездом на северо-западе, Кеврольским уездом на северо-востоке, Устюжским уездом на юго-востоке и с Ледским станом на юго-западе.
Поселения в среднем течении Северной Двины отошли к Москве в 1471 году, после битвы на реке Шиленьге, где московская рать одержала победу над втрое превосходившими их по численности новгородцами. После падения Новгорода в 1478 году и присоединения Двинской земли к Московскому княжеству, к Москве отошёл и Важский уезд, который был разделён на 7 станов. Одним из них был Подвинский стан. Стан делился на волости (Кургоминская, Ростовская, Конецгорская, Корбальская, Чаростровская, Кодимская, Верхотоемская, Борецкая и другие). В 1552 году по Важской грамоте Иоанна Васильевича Грозного, на землях Важского уезда вводилось право самоуправления. Власть перешла от волостелей и тиунов к «выборным лучшим людям». В каждой волости была учреждена земская изба во главе с земским старостой, избираемым из числа зажиточных крестьян и торговых людей. В 1615 году, при Михаиле Фёдоровиче, Важский уезд отнесли к ведению Приказа Большого Дворца и разделили на четыре четвертных правления. На Северной Двине была образована Подвинская четверть (четь). Для организации перевозки лиц, состоявших на государственной службе, дипломатов государственных грузов, в Пянде был организован мыт, где останавливались все следовавшие по Северной Двине корабли и лодки, а судовладельцы платили за провозимый ими товар замыт (пошлину). В 1659 году чети Важского уезда раздробили на 11 более мелких станов. Ямская повинность для жителей Подвинской четверти была отменена в начале XVIII века, так как в это же время вся торговля с иностранными государствами была принудительно переведена из Архангельска в Санкт-Петербург. В 1757 году Важский уезд Архангелогородской губернии был разделён на две половины: Шенкурскую и Верховажскую. Подвинский стан вошёл в Шенкурскую половину. В 1780 году, в соответствии с реформой Екатерины II, Архангелогородская губерния, куда входил Важский уезд, была упразднёна, а на месте Шенкурской половины был создан Шенкурский уезд, вошедший в Архангельскую область Вологодского наместничества.